# 津内口真之
津内口 真之（つないぐち まさゆき）は、日本のクイズ・パズル作家。神奈川大学を卒業。同時にクイズ・パズル作家となり、２０年以上にわたりクロスワードパズル作成、ニンテンドーDS向けソフトパズル等を手掛ける。

## 主な活動
1984年、パズル雑誌『パズラー』（世界文化社）を購入し、パズルに興味を持つ。1985年 『パズル激作塾』に投稿を開始し、投稿作品が雑誌に初掲載される。1987年 「留学生」に推挙され、「パズル作家見習い」の活動を開始する。1987年、神奈川大学に入学。
1993年、専業パズル作家として歩み始める。1994年、二代目「パズル激作塾」塾長に就任。
1994年、第3回世界パズル選手権／ドイツ大会（ケルン）に参加。1997年、第6回世界パズル選手権／クロアチア大会（コプリブニツァ）に参加。1998年「パズル激作塾」塾長を降板。
2000年「パズル作家チーム」として『タイムショック21』（テレビ朝日）に出場。2006年「ニンテンドーDS」ゲームソフト用のクロスワード制作。その後シリーズ化もされ、計３3本のゲームソフトにクロスワード問題を提供した。
2006年、初の個人名義の書籍『ナンプレ入門編1』発行。2012年、はやみねかおるの『都会のトム&ソーヤ ゲーム・ブック 修学旅行においで』の制作に参加。2017年以降は、専業パズル作家として活動する。

## 主な作品
- ハドソン ニンテンドーDS『パズルシリーズ Vol.2 クロスワード(Puzzle Series Vol.2 CROSSWORD)』